# 布列塔尼人
布列塔尼人（英文：Bretons，布列塔尼語：Breizh）是法國西北部布列塔尼半島上的凯尔特民族。使用布列塔尼語，屬於印歐語系凱爾特語族不列顛語支。

## 民族分布、人口與語言

### 民族分布、人口
布列塔尼人主要分布在布列塔尼半島上，在法國行政地區屬於布列塔尼地區。
在法國大革命之前，布列塔尼是按照主教的管轄區而劃分的。1790年法國大革命期間，布列塔尼被劃分成五個省，即莫爾比昂省（Morbihan）、北部海岸省（原名Côtes-du-nord，1990年改名為Côtes-d'Armor，即阿摩爾濱海省）、非尼斯泰爾省（Finistère）、伊勒-維萊訥省（Ille-et-Vilaine）以及Loire-Inférieure（1956年改名為Loire-Atlantique，即大西洋羅亞爾省）。按照當時的行政體制，省是最大的行政單位。法國政府把布列塔尼分成幾個省，而不承認這幾個省之間在歷史上和文化上的聯繫，等於否定了布列塔尼作為一個地區的存在。在1956年，法國政府建立一個新的行政單位：大區，每個地區由幾個省組成。現在的布列塔尼地區由莫爾比昂省、阿摩爾濱海省、非尼斯泰爾省、伊勒-維萊訥省四個省組成，而大西洋羅亞爾省被劃入羅亞爾河地區。很多布列塔尼人對此表示不滿，認為該省應該歸回布列塔尼。
現在布列塔尼除了分布於布列塔尼地區以外，也有分布在法國各大城市，例如：巴黎,勒阿弗爾，也有部分分布於美國,加拿大(主要分布於魁北克)等地區

布列塔尼民族旗

布列塔尼目前人口約有六百萬至七百萬人
| 國家   | 地區           | 人數      |
| ------ | -------------- | --------- |
| 法國   | 布列塔尼半島   | 3,120,288 |
| 法國   | 大西洋羅亞爾省 | 1,246,798 |
| 法國   | 法蘭西島       | 1,500,000 |
| 法國   | 勒阿弗爾       | 70,000    |
| 加拿大 | 魁北克省       | 14,290    |
| 美国   |                | 338       |

### 語言

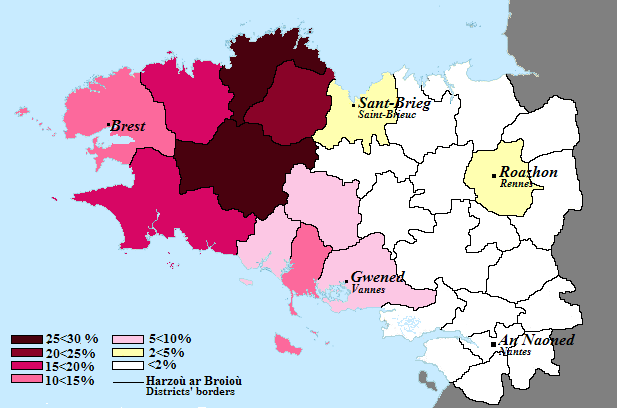
布列塔尼語的使用情形,2004

在1950年代以前，布列塔尼語分布在下布列塔尼(離巴黎較遠)，在瓦訥-普盧阿兩個城市所連成的直線的西部。從12世紀開始，貴族、有錢人逐漸換用法語，布列塔尼語成為農民的土語。當初布列塔尼公國的君主階級使用拉丁文，最後（15世紀）換用法語。我們對古布列塔尼文所知甚微，遺留下來的只有一些拉丁文書籍里的註解（用布列塔尼文解釋難以理解的拉丁文詞語），專用詞（人名、地名），似乎沒有完整的句子，更何況也沒有長篇文章。現在有人用古布列塔尼語的詞彙來創造新的詞彙，但是這些詞彙對大部分人非常難懂，普通人根本聽不懂，所以很多認為直接借用法語或者拉丁文比較恰當。
法國政府在布列塔尼地區進行消滅布列塔尼語運動兩百多年，當時仍然還有300000人使用布列塔尼語。這個政策宣傳的一句出名的口號為：「不准在地上吐痰，也不准講布列塔尼語」，這個口號把使用布列塔尼語和不衛生的行為混為一談，這表明當時法國政府用多麼侮辱人的措施施行滅絕語言的政策。
在20世紀，布列塔尼的居民有一半只懂布列塔尼語，一半懂法語和布列塔尼語兩種語言，1950年只剩下約100000個人不會講法語，21世紀初基本上沒有人只懂布列塔尼語不懂法語，而且精通布列塔尼語的人年紀都很大，大部分年齡在50歲以上。除了新開辦的Diwan布列塔尼語學校的學生以外，年齡少於20歲的兒童只使用法語。
現今仍然有在使用布列塔尼語的地區多在布列塔尼地區的西部：莫爾比昂省、阿摩爾濱海省和非尼斯泰爾省三個省，因為離法國的中心巴黎較遠所以又稱為下布列塔尼。其中較特別的是莫爾比昂省的布列塔尼語方言比較特殊，不能和其他地區的布列塔尼語通話。

## 地理環境

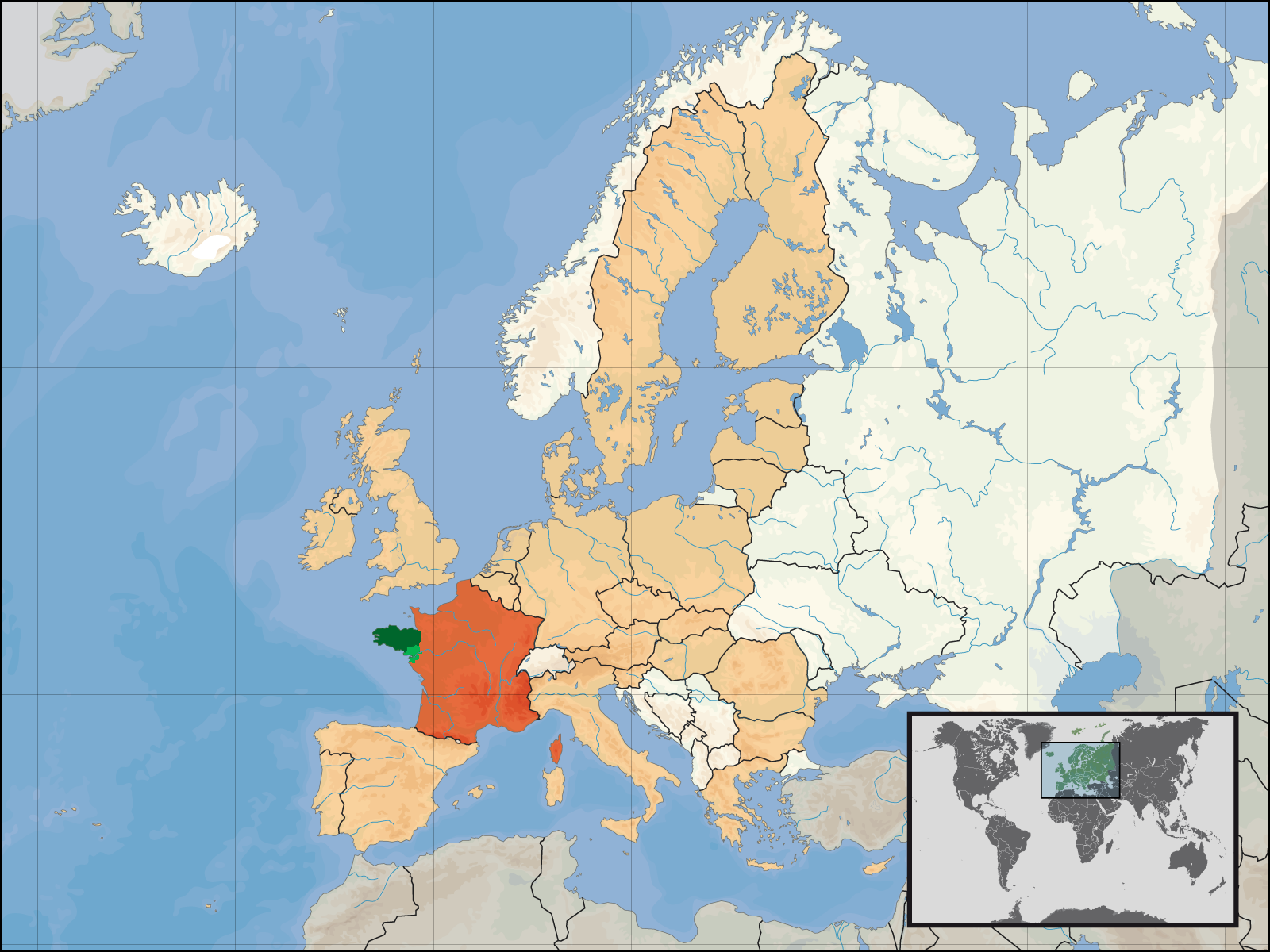
布列塔尼人分布區域

布列塔尼人主要分布於布列塔尼半島，這是法國最大的半島。面積是大約34.030平方公里，並延伸向西北進入大西洋。半島北邊為英吉利海峽，南邊為比斯開灣，西邊則有韋桑島，布列塔尼有著犬牙般交錯的海岸，有許多懸崖峭壁，河口和岬角。莫爾比昂海灣是一個巨大的天然良港與大約四十個島嶼形成是一個封閉的海灣。布列塔尼附近的島嶼很多，約有800個島嶼;最大的是貝勒島。布列塔尼擁有2,860公里的海岸線;佔了法國總海岸線的三分之一。
因為它在古老的Armorican版塊上，布列塔尼普遍為丘陵地，也一直延伸到諾曼底的西端和盧瓦爾河地區。由於這種連續性地形，這裡與法國其他地區的沒有明顯的邊界，除了跟諾曼底地區有庫埃農河之隔。沿海地區通常稱為Armor或者Arvor(代表「海」的意思) ，而內陸地區通常稱為Argoat(代表「林」的意思),在中世紀時，原始森林大規模的被小林(bocage)取代,但在1960年代左右，因為農業機械化的緣故，這些小林也被農地取代了。但還是有幾處森林依然存在，例如亞瑟王故事裡的潘蓬森林。

## 歷史沿革

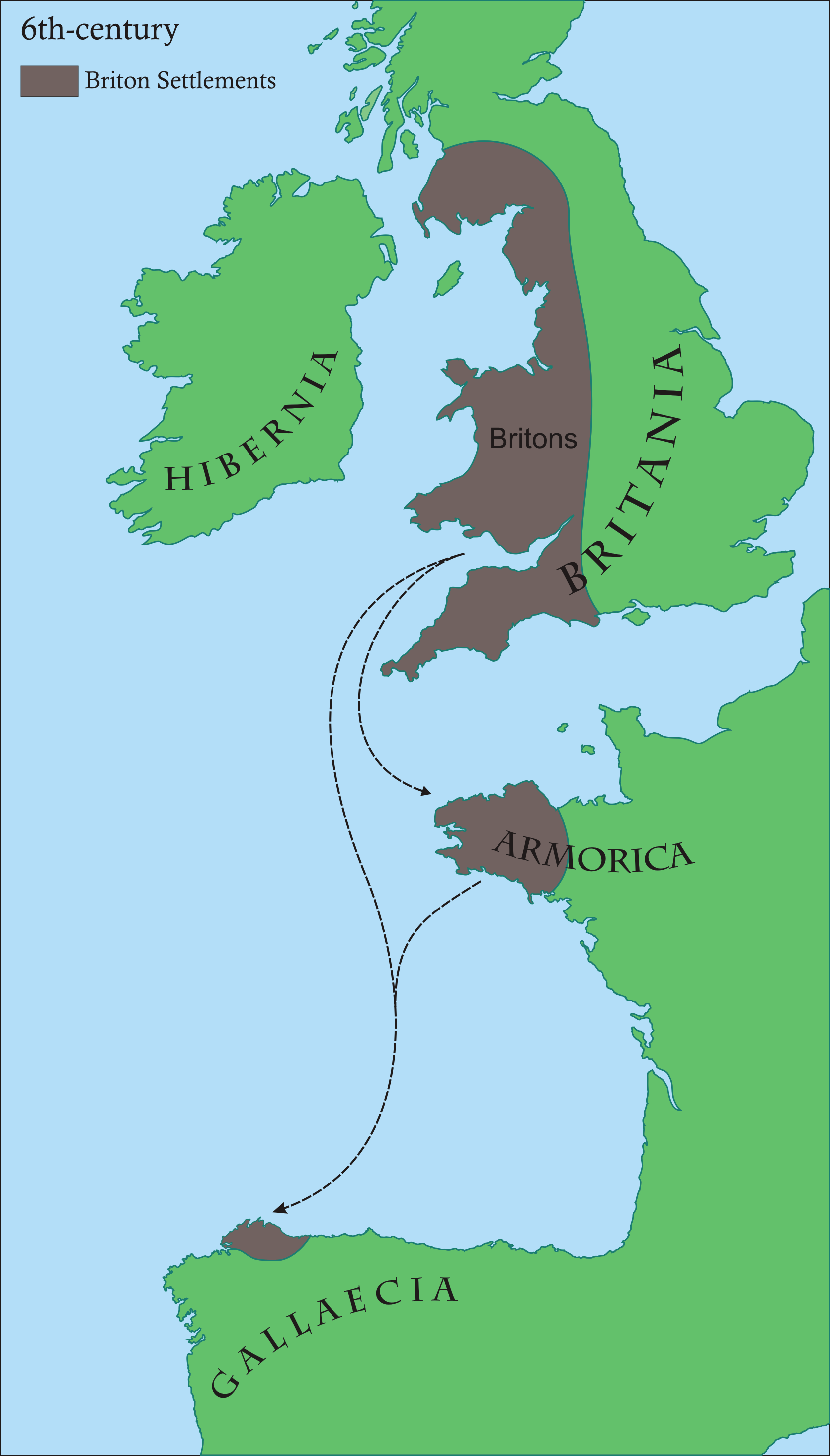
西元六世紀凱爾特語族的遷移路徑

西元前五十六年凱薩前後征服了法國許多地區，包括布列塔尼地區。
西元六世紀，從不列顛來的凱爾特人佔據了布列塔尼地區，建立了自己的公國，並不屬於法蘭克王國的一部分

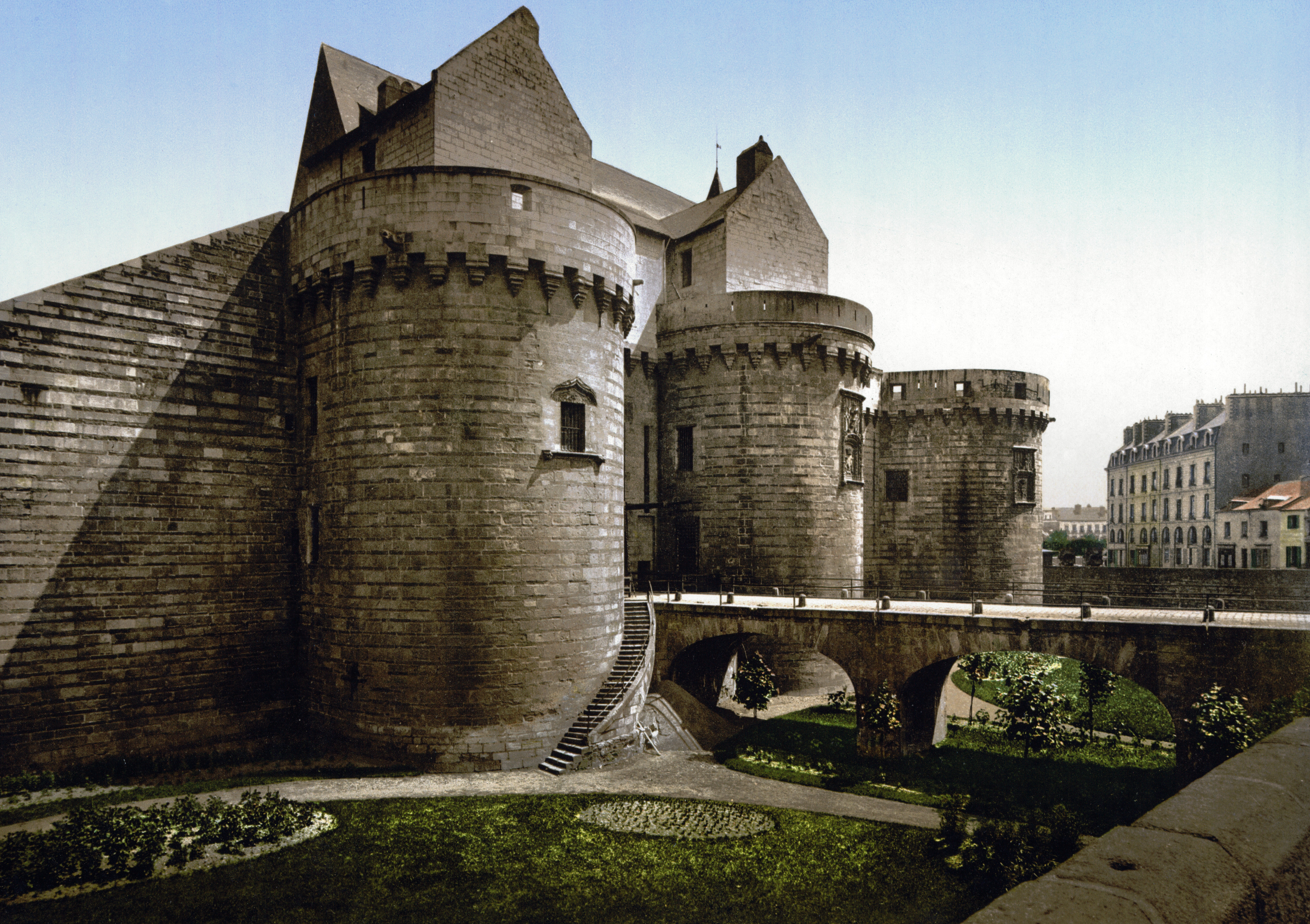
布列塔尼公爵城堡

由不列顛遷移至此的凱爾特人經過了時間的融合，成為現在的布列塔尼人。在法語中，大不列顛(Grande Bretagne)就是大布列塔尼，而英語當中的「布列塔尼」（Brittany）一詞的意思就是「小不列顛」。
法蘭西王國在1488年入侵布列塔尼，並迫使布列塔尼公國與法蘭西王國簽訂《薩布勒條約》，在條約中規定布列塔尼的繼承公爵安妮的婚姻必須經由法蘭西國王的同意。然而，1490年安妮繼承公爵之後，布列塔尼公國的貴族決定不顧條約規定，讓安妮與哈布斯堡王朝的馬克西米連結婚。完婚後，法蘭西王國查理八世出兵布列塔尼地區，並決定奪婚，以將布列塔尼地區永久合併到法蘭西王國之中。
之後布列塔尼公國與法蘭西王國簽署了《拉瓦爾條約》，明確地規定安妮必須嫁給法蘭西國王，但法蘭西國王也必須保障布列塔尼地區的自治。
因為有部分獨立的自治權，加上與巴黎政治經濟中心較遠，引此布列塔尼地區免於被法國同化，保持著自己獨特的文化。

## 社會、家庭與婚姻

### 婚禮

#### 音樂、舞蹈
布列塔尼人的婚禮與天主教婚禮沒有很大的差別，但布列塔尼的婚禮充滿的舞蹈和音樂，例如在布列塔尼婚禮前，會有布列塔尼風笛演奏者用布列塔尼風笛演奏歌曲。當然還有舞蹈的部分，布列塔妳的舞蹈不僅在節慶時才表現出來，他們在婚禮時也會跳舞，也是婚禮時的重點。

#### 布列塔尼婚禮遊戲

##### 布列塔尼球

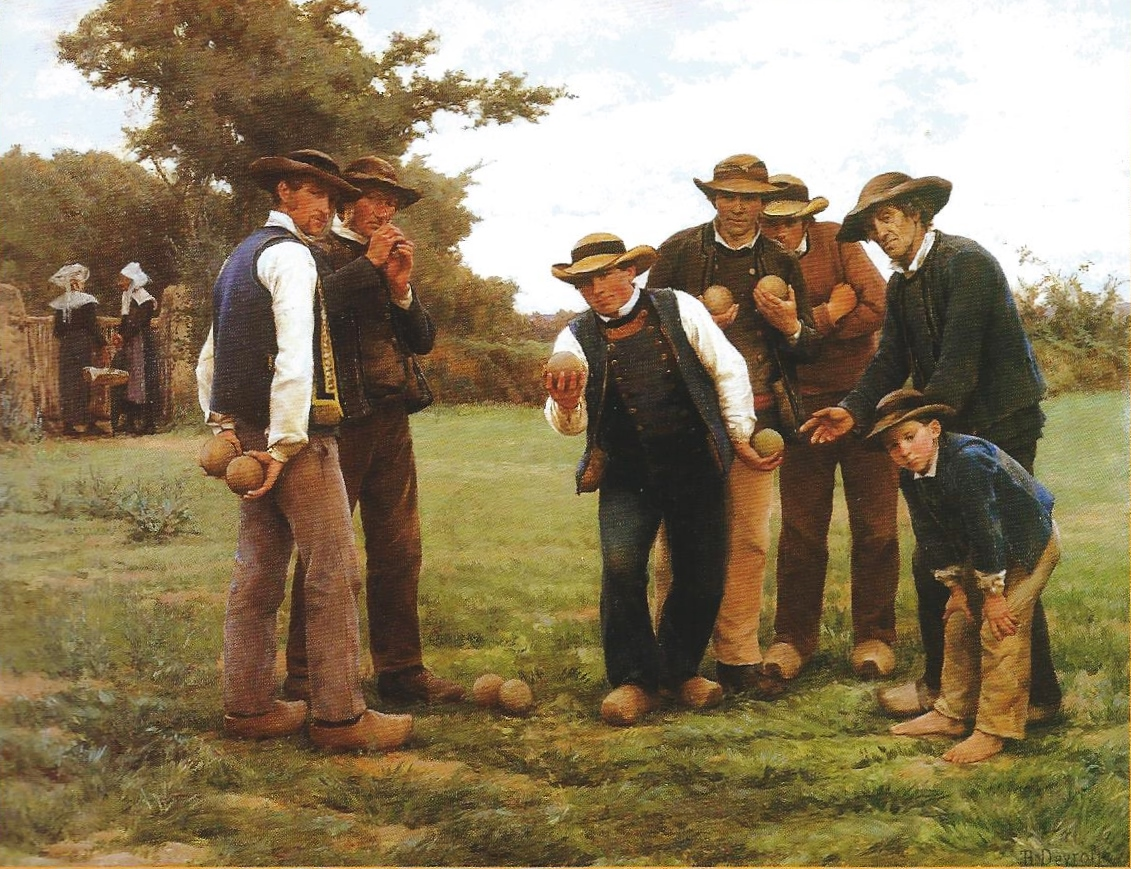
布列塔尼球

是一個類似於滾球的遊戲，球以往是用木頭做現在則是金屬製。是兩隊互相對抗的遊戲，擲出球後看哪隊的球較接近目標則獲勝。

##### 提木軸
一個類似舉重的遊戲，兩個人互相對抗，看誰能舉起較重的木軸，贏的一方象徵比較強壯。

## 產業與生活

### 布列塔尼地區產業
布列塔尼人傳統以農牧業為主，現在布列塔尼地區有發達的農業及農產品加工業，也有汽車產業和通訊電子業。

#### 農牧漁業
布列塔尼地區的農業和畜產品產量和產值均為法國各大區第一位。穀物的種植面積占耕地總面積的三分之一，以玉米和油菜為主。全法國55%的豬肉、50%的家禽、20%的奶製品、15%的牛肉產品都產自該區。在漁業方面，約有5000人從事海上捕撈，擁有船舶約2000艘，是法國最大的捕魚區。法國人所消費的45％海產品都來自該區。農產品也是很重要的出口產品，占全區出口產品的40%。

#### 農副產品加工業
因為農牧漁業的發達，也造成農副產品加工是布區最為發達的行業。肉類加工業是布列塔尼的優勢行業。

#### 旅遊業
布列塔尼地區是法國旅遊業最發達的大區之一，每年有1000萬名遊客來到這裡，其中外國遊客占20%-30%。布列塔尼擁有3000公里長海岸線，310個國家級景點，8個歷史藝術名城、18個特色城區，1000座歷史建築物。旅遊業以“綠色，海灘，文化設施”為特色，獨具特色的旅遊項目有：海水浴療養、高爾夫球運動等。

#### 汽車製造業
布列塔尼的汽車製造業集中了約22000就業人口，雪鐵龍汽車公司是布列塔尼工人數最多的企業，也是該區主要的出口企業。在它的帶動下，布區建起了一批汽車設備生產和零配件制造廠。

#### 電子通訊業
在1960年代研究中心和大集團重新布局時，電子通訊業就在布列塔尼紮了根。雷恩、拉尼翁和布雷斯特三個城市集中了全法國40%的電子通訊業的研究人員。

### 服飾

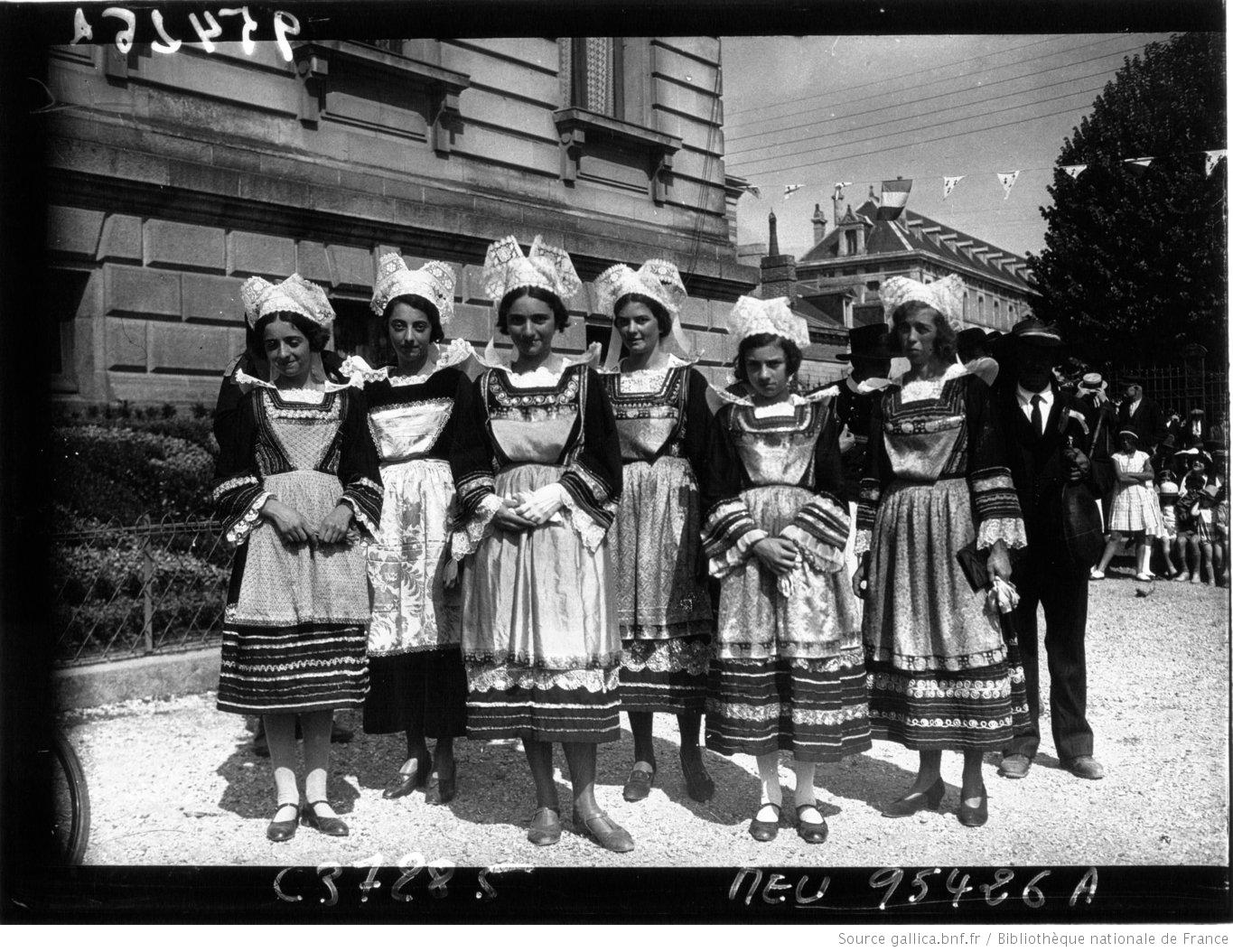
布列塔尼女性傳統服飾

在以前在家庭聚會和公共節目十布列塔尼人都會穿自己的傳統服飾，但現在只在宗教活動或遊行時才會穿著，觀光客也可以看到這些傳統服飾。對於布列塔尼人，服裝的精細程度跟家庭的經濟裝況有很大的關係。服裝的材料有緞子或天鵝絨，再用金色和銀色絲綢織出或繡出的花紋和裝飾花邊。布列塔尼服飾的主色調以黑色為主，用天鵝絨緞帶裝飾，繡有多色彩和火焰樣式的花紋。
布列塔尼服飾最圖特的地方在於女性傳統服飾的帽子，用蕾絲製成的帽子與當地的蕾絲產業有很大的關係。帽子花邊以彩色絲帶裝飾，這種用花邊装飾的精致俏麗的帽子以前尺寸較小,1930年代後逐漸變大。

### Gouren
是一種盛行於布列塔尼民間的摔角活動，20世紀初開始盛行於布列塔尼地區，很多小村莊在星期日都會舉辦比賽。現在Gouren有自己的聯盟賽和俱樂部，每天年會跟歐錦賽配合舉辦大型比賽。摔角選手要打赤腳,穿上白襯衫和黑長褲，將對手的背部要在地上就獲勝。

### 食物

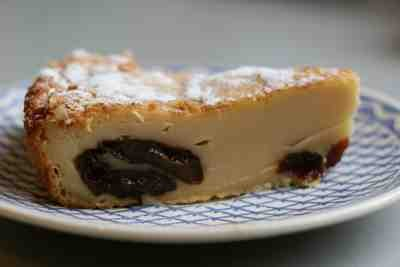
Far breton（法语：Far breton）,布列塔尼地區流行高級甜點
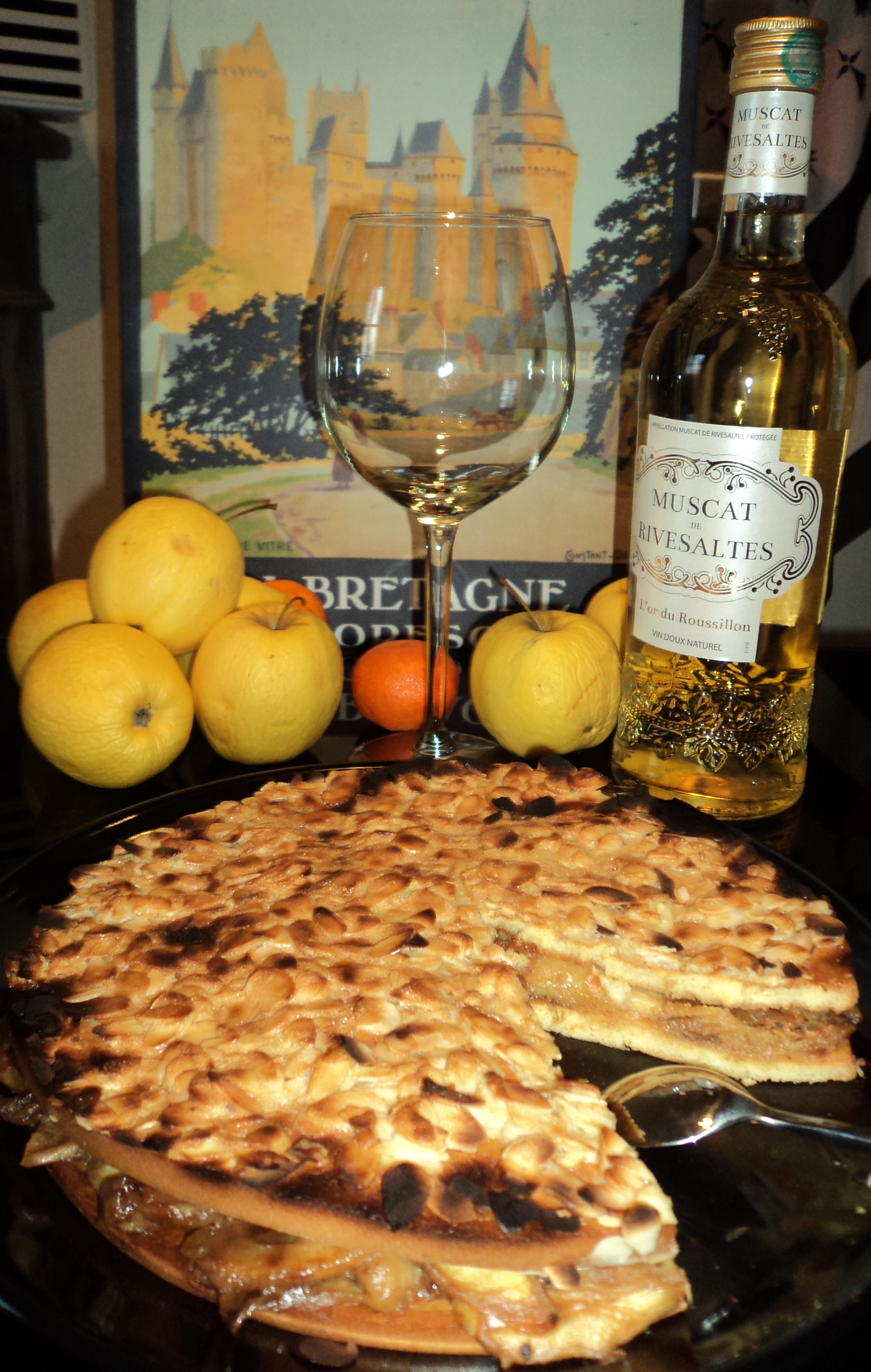
Vitréais（法语：Vitréais）,一種雞蛋和杏仁製蛋糕
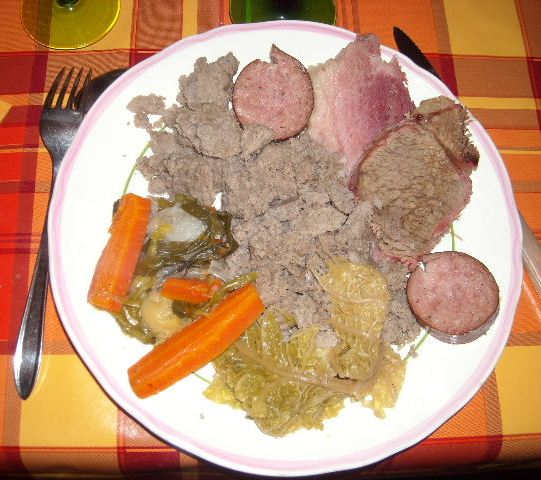
Kig ha farz（法语：Kig ha farz）,燜肉和蕎麥粉製成的布丁
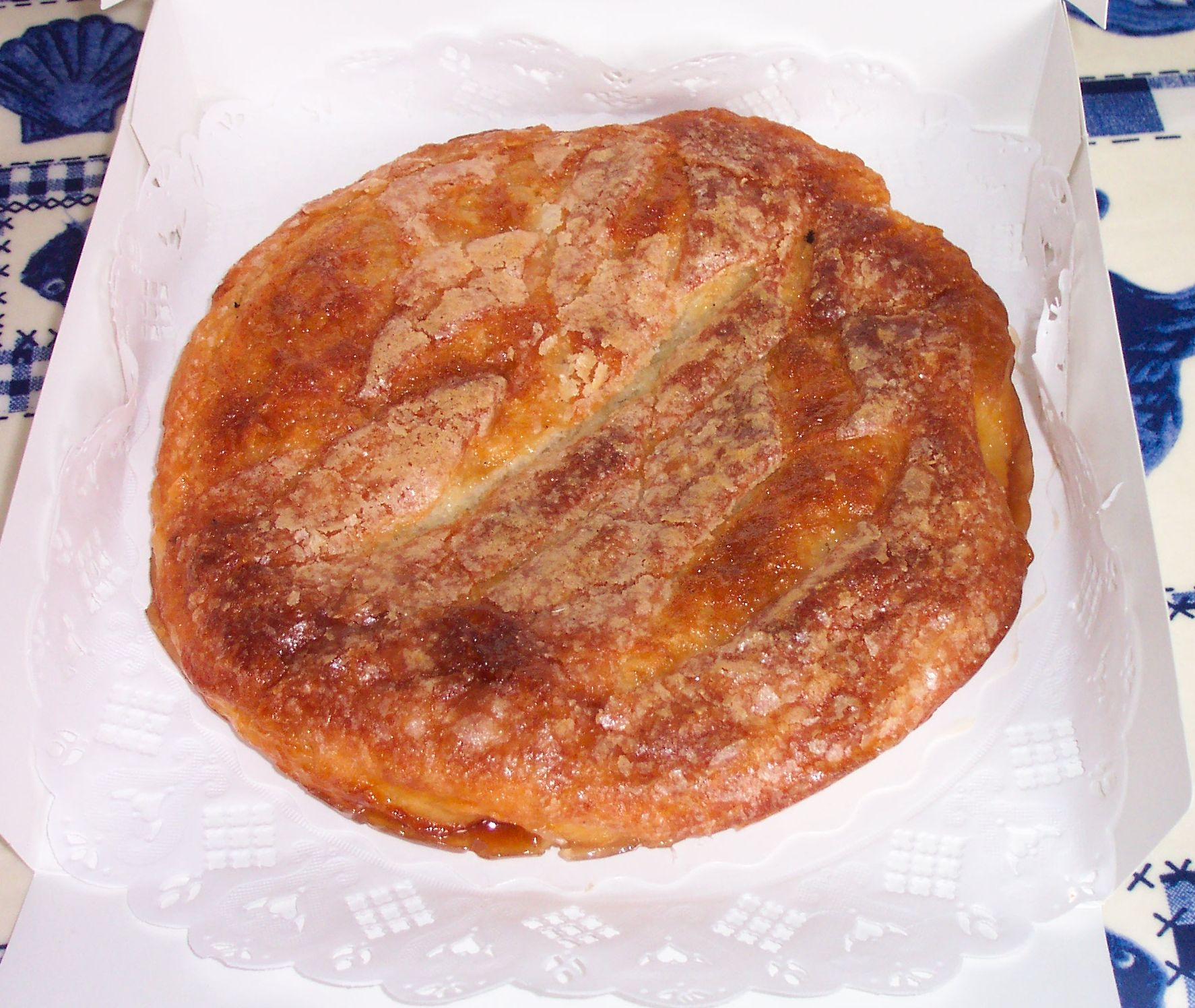
Kouign-amann（法语：Kouign-amann）,布列塔尼焦糖蛋糕
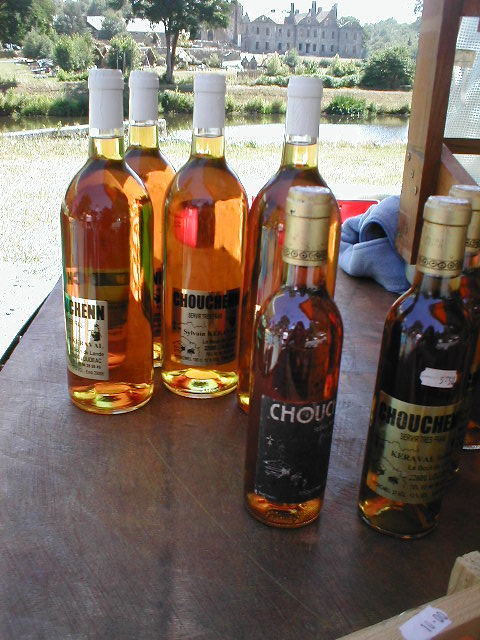
Chouchenn（法语：Chouchenn）,布列塔尼蜂蜜酒
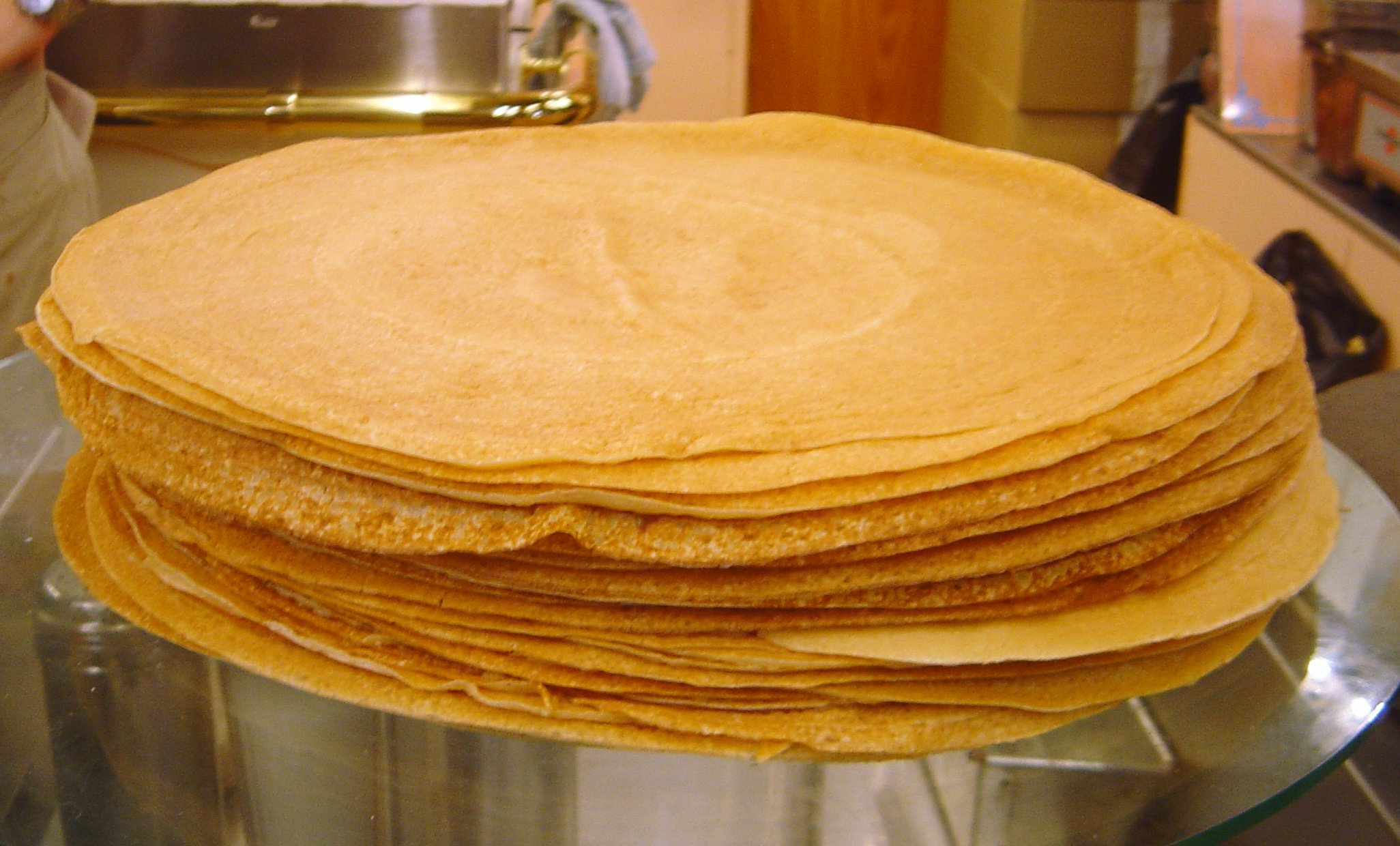
可麗餅,布列塔尼為可麗餅的原產地
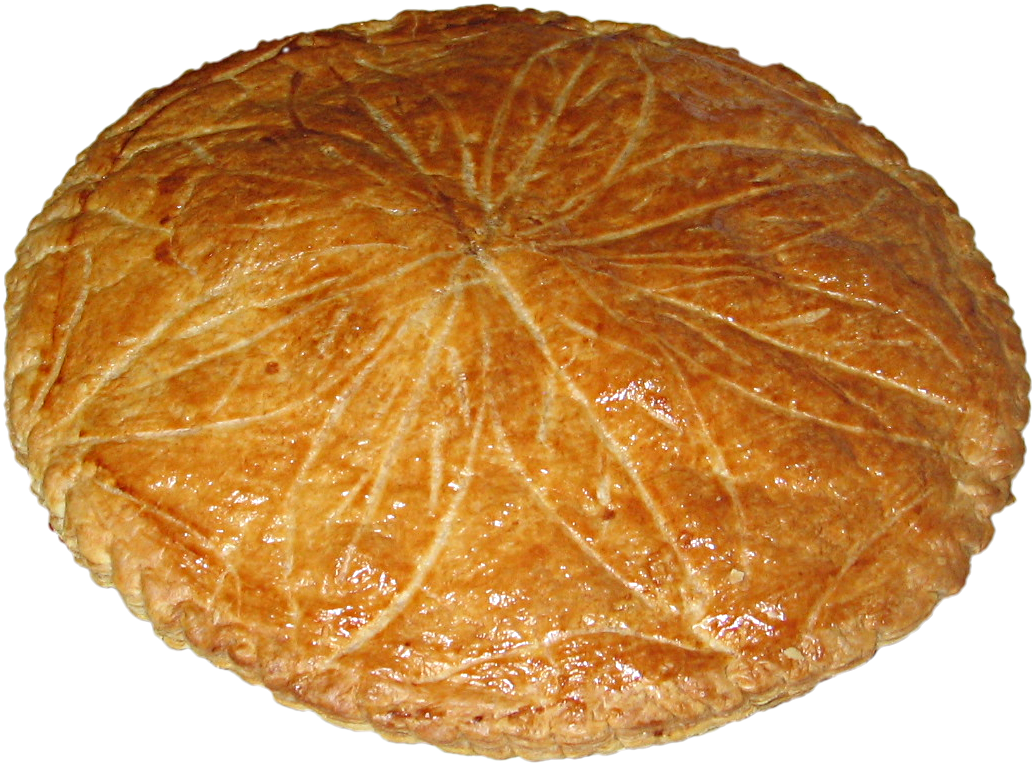
Galette（法语：Galette）,图中为国王饼。如果单是galette，指的是荞麦面做成的煎饼，没有咸甜调味，是直接可以包裹香肠或者其他材料的主食尤其是与香肠搭配，常在街头售卖，叫galette saucisse
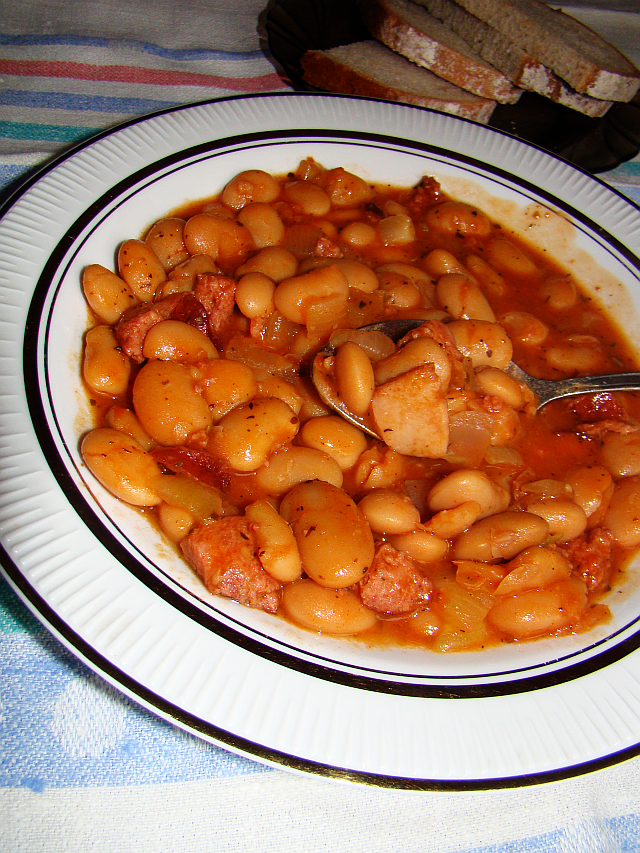
布列塔尼番茄燉豆

## 信仰與節日
布列塔尼人大多是虔誠的天主教徒，布列塔尼地區也是法國天主教最虔誠的地區之一。但也有少部分的布列塔尼人是信仰法國歸正會或者是無神論主義者。

### Tro Breizh
Tro Breizh為了紀念七個布列塔尼的聖徒,要步行長達一個月六百公里的路程。1994年時將路程縮短也將時間縮短至一個月，布列塔尼人傳說每個布列塔尼人生前都要完成一次這段路程，否則死後必須揹著棺材行走七倍的距離。 

### 傳說
ankuo是一個身材高大、身材憔悴長白髮的死神，也被認為是一個頭可以旋轉能夠看到四處的骷髏，他會駕著手拉車到即將死去的人家門口把靈魂帶走。

### 節日

#### 洛里昂凱爾特音樂節

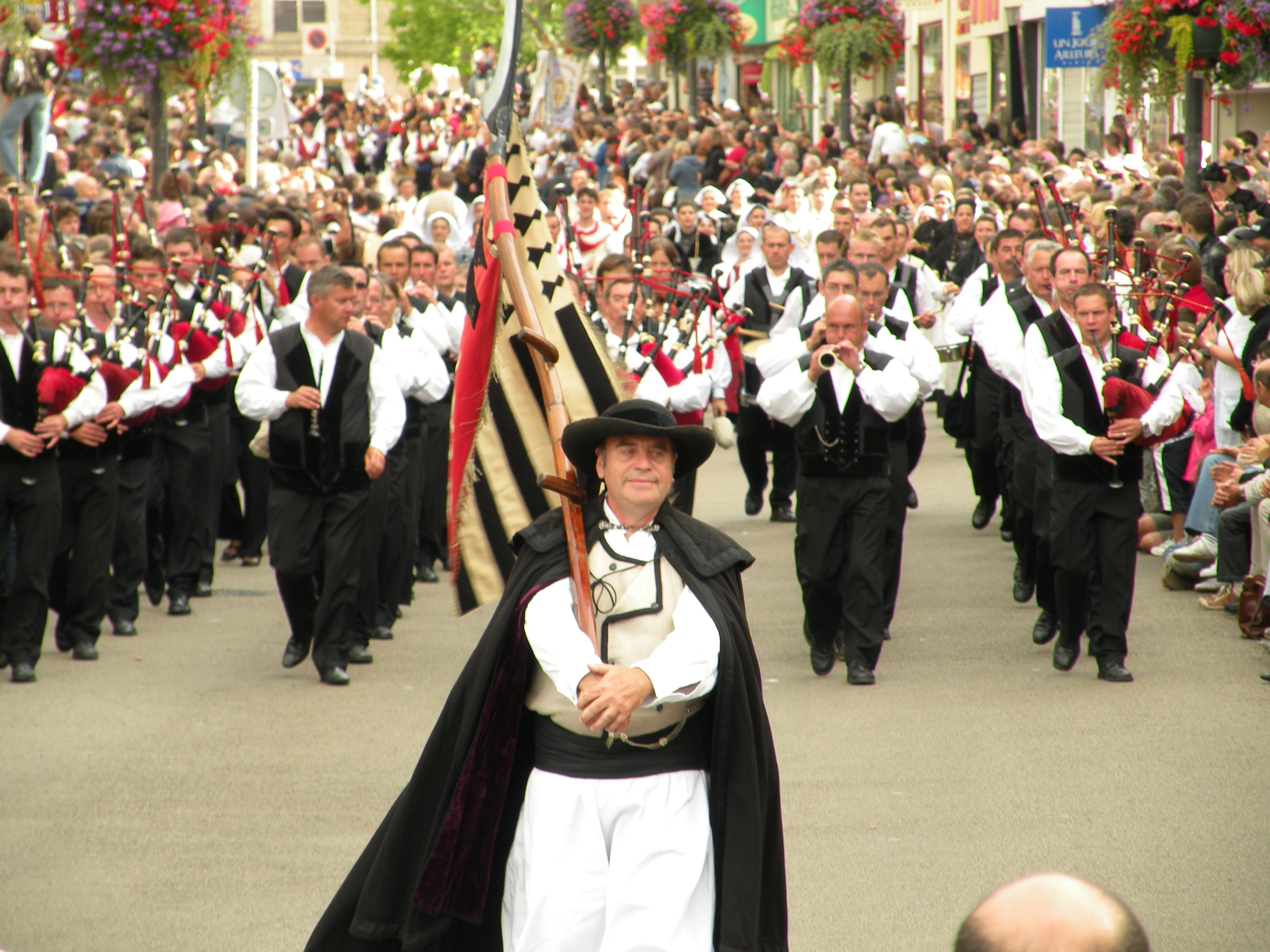
2009年洛里昂間凱爾特節

洛里昂間凱爾特節是1971年開始每年位於洛里昂舉辦的凱爾特人節日，每年八月第一週在洛里昂市中心舉辦，宣揚凱爾特語族的文化，內容包括音樂和舞蹈，也包括其他藝術如繪畫，攝影，戲劇，雕塑，傳統的工匠以及運動和美食。參與者來自各個凱爾特地區，有布列塔尼、愛爾蘭、蘇格蘭、康沃爾郡、威爾士、坎布里亞郡、馬恩島，西班牙的加利西亞、阿斯圖里亞斯，加拿大的阿卡迪亞、布雷頓角島等地。

#### Fest Noz
Fest Noz又稱夜節，是布列塔尼人的傳統舞蹈節日，近年來多舉辦在布列塔尼以外的地區，用來聯繫和彰顯布列塔尼文化。

#### 其他節日

##### 藝術性節日
- 世界盡頭音樂節(Festival du Bout du Monde)
- 舊漁網音樂節(Festival des Vieilles Charrues)
- 科努瓦耶藝術節(Festival de Cornouaille)
- 藍網藝術節(Festival des Filets Bleus)

##### 表達水手精神的水上大型節日
- 朗姆酒之路跨大西洋單人航海比賽(La Route du Rhum)
- 費加羅單人帆船賽(La Solitaire du Figaro)
- 莫爾比昂海灣周(Semaine du Golfe du Morbihan)

##### 獵奇精神的重要性節日
- 非凡遊客國際書籍和電影節(Festival Etonnants Voyageurs)

## 藝術與文學

### 舞蹈
布列塔尼人的傳統舞蹈主要有五種：
the Gavotte加沃特舞曲
the En Dro
the Dañs Treger
the Dañs Leon
the Dañs tro Plinn
The Gavotte (也稱作 dañs tro) 是一種4/4小拍的舞蹈. 他是一種很有變化的舞蹈包含了kost ar c'hoad和suite fisel等動作. 這種舞蹈受很廣大區域的影響, 例如Cornouaille 和海灣西北部的de Léon(下布列塔尼). The gavotte是分布最廣的布列塔尼舞蹈.原本,舞者們要圍成一個圓圈,到現在依然是一樣的. 另外, 實際在fest-noz(舞蹈節日)上,也有人群排成一長條來跳, 然後他們會在邊跳邊圍成圓圈.
The En Dro (or An Dro) 主要分布在瓦訥地區附近, 在莫爾比昂省的南邊. 這也是一種4/4小拍的舞蹈. 有時候會跟另一種很類似的舞蹈 the Hanter Dro一起跳. 這兩種舞蹈結合後會產生第三種舞蹈,也就是 Dañs tricot.
The Dañs Treger起源於Trégor地區，但在19世紀時這個舞蹈就失傳了.在The Dañs Treger的研究當中，透過這個舞蹈的特色重建了這個舞蹈,有點類似加羅地區的舞蹈。
The Dañs Leon是一個雙人舞蹈，男生和女生要分別站成兩排，面對面後繼續以兩路平行的方式進行，是源於非尼斯泰爾省北部地區的舞蹈 .
The Dañs tro plinn還不確定源自於那裡. 跟the gavotte一樣,舞者要圍成圓圈或者是排成一條來進行 ,這個舞蹈的特色就是每個舞者都要跟兩旁的舞者手勾著手完成舞蹈。

### 音樂
主要分成清唱跟樂器伴奏兩種，
傳統樂器主要有布列塔尼雙簧管（bombarde）和布列塔尼風笛（binioùkozh）。

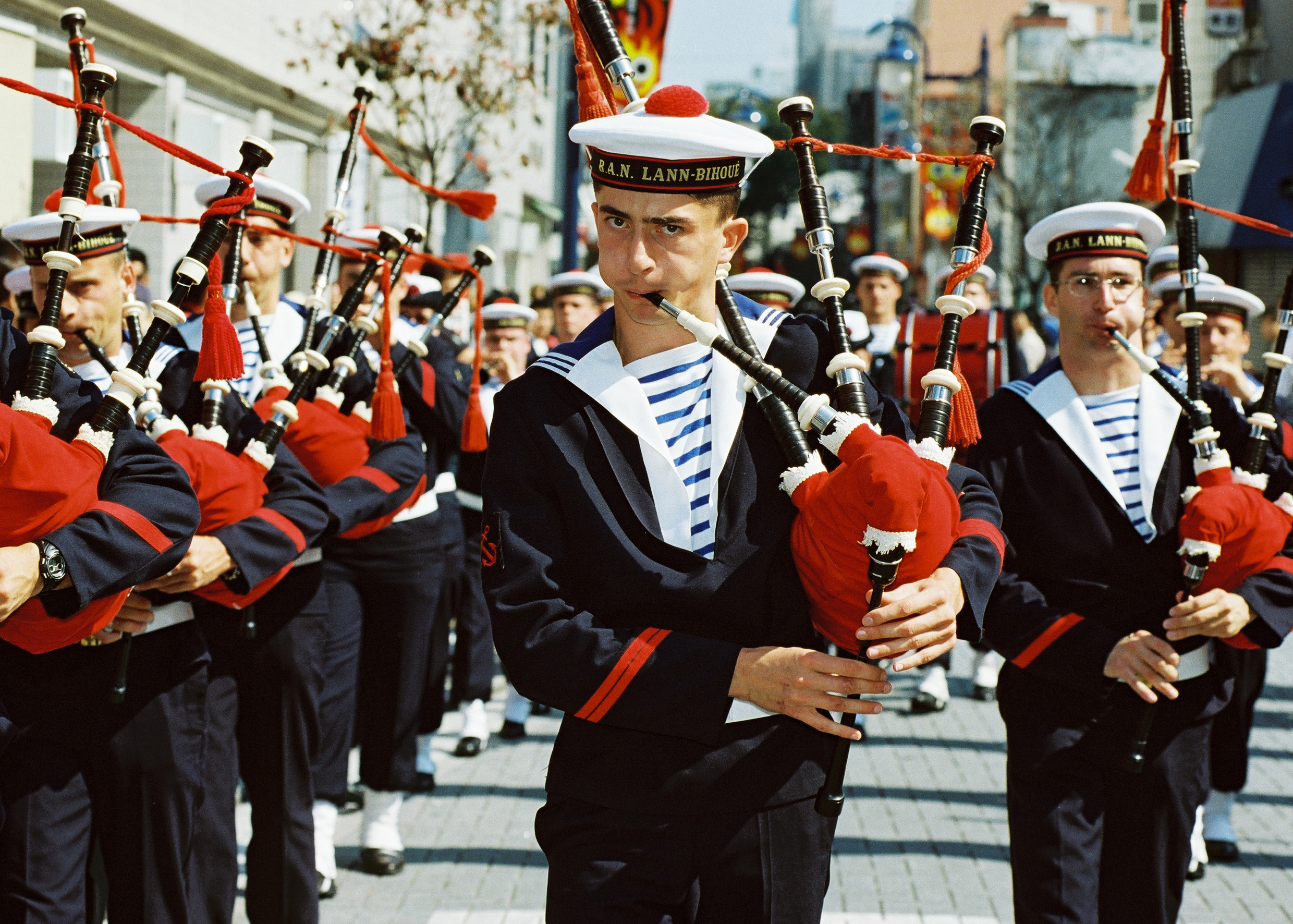
法國布列塔尼海軍演奏布列塔尼風笛

### 族歌
布列塔尼族歌Bro Gozh ma Zadoù，翻成英文的意思維old land of my father，是1897年François Jaffrennou利用威爾士國歌填詞而成，為了紀念布列塔尼跟威爾士為兄弟之邦。康沃爾國歌也類似於此歌。
布列塔尼族歌歌詞
| 布列塔尼文歌詞                                  | 中文直譯                               |
| ----------------------------------------------- | -------------------------------------- |
| Bro gozh ma zadoù                               | 父輩的土地                             |
| Ni, Breizhiz a galon, karomp hon gwir Vro !     | 我們布列塔尼人真心愛自己古老的土地！   |
| Brudet eo an Arvor dre ar bed tro-dro.          | 這麼的海濱遠近馳名。                   |
| Dispont kreiz ar brezel, hon tadoù ken mat,     | 我們偉大的祖先是無畏的戰士，           |
| A skuilhas eviti o gwad.}                       | 為這片土地拋頭顱，洒熱血！             |
| O Breizh, ma Bro, me 'gar ma Bro.               | 布列塔尼！我心愛的故土！               |
| Tra ma vo mor 'vel mur 'n he zro.               | 大海會是保護這片土地的銅牆鐵壁，       |
| Ra vezo digabestr ma Bro!                       | 我們這片土地一定會自由！               |
| Breizh, douar ar Sent kozh, douar ar Varzhed,   | 布列塔尼，聖人的土地，遊吟詩人的土地。 |
| N'eus bro all a garan kement 'barzh ar bed,     | 除這裡之外，我不會再愛別片土地。       |
| Pep menez, pep traonienn, d'am c'halon zo kaer, | 一片片森林，一條條溪流都是這麼親切，   |
| Enne kousk meur a Vreizhad taer!                | 在裡面長眠的，是一個個布列塔尼英雄！   |
| O Breizh, ma Bro, me 'gar ma Bro.               | 布列塔尼！我心愛的故土！               |
| Tra ma vo mor 'vel mur 'n he zro.               | 大海會是保護這片土地的銅牆鐵壁，       |
| Ra vezo digabestr ma Bro!                       | 我們這片土地一定會自由！               |
| Ar Vretoned 'zo tud kalet ha kreñv ;            | 布列塔尼人是勇敢而堅定的民族。         |
| N'eus pobl ken kalonek a zindan an neñv,        | 天下沒有其他人有他們這樣熱心。         |
| Gwerz trist, son dudius a ziwan eno,            | 我的快樂和憂傷，都來自這片土地。       |
| O! pegen kaer ec'h out, ma Bro!                 | 布列塔尼！我的故土！你真是好美！       |
| O Breizh, ma Bro, me 'gar ma Bro.               | 布列塔尼！我心愛的故土！               |
| Tra ma vo mor 'vel mur 'n he zro.               | 大海會是保護這片土地的銅牆鐵壁，       |
| Ra vezo digabestr ma Bro!                       | 我們這片土地一定會自由！               |

### 短詩
西元五世紀至六世紀來到布列塔尼的不列顛人帶來了神話跟吟遊詩人。而在威爾士、康沃爾以及布列塔尼地區在遷移後的幾世紀都保持著關係，例如《不列顛史》以及《馬克西莫斯之夢》中都有記載著不列顛人逃離家鄉分散到各地的古老故事。到了中世紀時多數的布列塔尼人都是用拉丁語亦或者是古法語寫作，在拉丁語寫作的作品中有三部聖徒行傳，而其中的兩部《聖埃弗拉姆行傳》以及《聖哥茨諾維烏斯傳說》都敘述了有關於亞瑟王的內容。而12到16世紀，有不少關於亞瑟王和其他不列顛的英雄人物都是用短詩的形式呈現，例如英格蘭亨廷登的亨利以及諾曼詩人瓦斯都認為列塔尼是不少亞瑟王的發源地，圓桌騎士、布勞賽良德森林以及對於亞瑟王歸來的信仰都產生於布列塔尼地區。中世紀的歐洲口頭文化十分盛行，布列塔尼地區也不例外，吟遊詩人在各地四處周遊，運用說唱方言故事的形式來為大中帶來樂趣。12世紀在英格蘭、諾曼第以及法蘭西地區講法語的貴族都對這些布列塔尼的傳說故事很感興趣，而一種被稱為布列塔尼短詩的文學形式就盛行於法國地區，不久之後布列塔尼短詩中的主題和人物就被很多作家納入他們多作品。短詩是一個通行於凱爾特語族的概念，在布列塔尼語中是指一種說唱形式，在豎琴或者是其他弦樂器的伴奏下，說唱者吟唱的一種短歌伴隨著一些傳奇故事。一些布列塔尼的吟遊詩人會在法語的世界遊蕩，他們在集市中表演，如果表演的好還有機會到宮廷中為貴族表演，而在宮廷中的宮廷詩人則會像吟遊詩人收集這些所謂的不列顛故事，而主要的就是亞瑟王和圓桌武士的故事。最著名的布列塔尼短詩作家是法蘭西的瑪麗，他一共寫了十二篇的短詩，其中《忍冬花》和《蘭瓦爾》跟亞瑟王的故事有關。

## 現況
在一次次的政治反抗運動後， Emsav放棄採取政治激進主義。在1950年，他們的激進行為轉而發揮在文化領域進行，尤其是透過布列塔尼的音樂。他們低估、貶低傳統音樂主題，並創造fest-noz

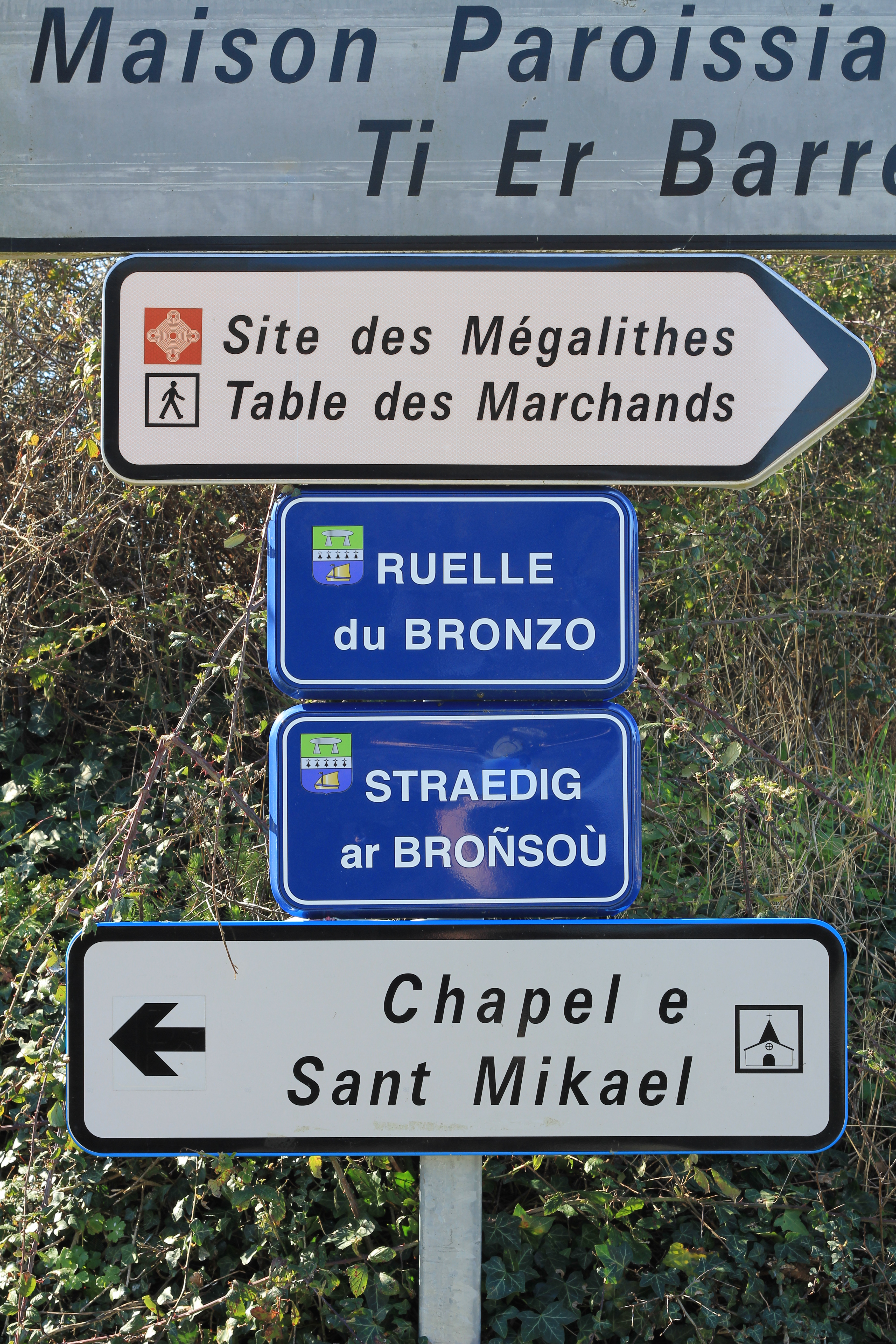
法國布列塔尼地區的雙語標誌(布列塔尼語和法語)

1946年12月，在當局政府的提倡下，Pierre-Jakez Helias在布列塔尼用布列塔尼語開辦的新的廣播節目，同時在1951年在Deixonne法通過後，法國可以在一些其他民族地區教導其他民族語言做為第二語言，當然包括布列塔尼語。雖然這個法律的通過會促進法國個其他民族的語言教學，但在戰後這段時間，布列塔尼和加洛等地區大多數人選擇使用法語和學習法語，放棄使用和學習自己的語言，因為這些區域想要融入法國的社會和經濟體系並與法國交流，而選擇使用法語 · .。如今，儘管在學校第二語言教育的努力下，布列塔尼語的使用情形每況愈下，受到嚴重的威脅，現在布列塔尼語的使用者多數為年紀大的老人。在2009年，將布列塔尼語列為「嚴重瀕危語言」。在這40年來的努力下，布列塔尼人對布列塔尼語的使用轉向積極，現在布列塔尼地區也已經有14709個各級的雙語學校.
1966年時，布列塔尼解放陣線正式成立，直到2000年四月，這個組織發動了100多次的攻擊，發生在布列塔尼地區甚至是法國的其他地方，就是為了要求自治、要求布列塔尼自治，並讓法國政府承認布列塔尼文化。在1978-1979年這個組織曾經解除，但在不久後立即以布列塔尼革命軍的名義再次發動攻擊，他們的攻擊並非針對布列塔尼人，而是針對政府。時至今日，布列塔尼人當中仍然有一些民族主義者認為，該地區應該獲得完全的政治獨立。少數激進分子選擇了暴力鬥爭，布列塔尼解放陣線（Armée Révolutionnaire Bretonne, ARB）就是一個典型的例子，法國警方認為，2000年4月19日發生在布列塔尼地區一家麥當勞餐館附近的炸彈爆炸案，很可能就是該組織所為。

## 著名人士
- 勒内·拉埃内克：布列塔尼醫學家，聽診器的發明者。
- 雅克·卡蒂亞：布列塔尼探險家、航海家，成功的為歐洲人開啟了加拿大的大門。
- 弗朗索瓦-勒內·德·夏多布里昂：布列塔尼作家、政治家、外交家，法國早期浪漫主義的代表作家。
- 朱爾·加布里耶·凡爾納：布列塔尼小說家、博物學家、科普作家，現代科幻小說的重要開創者之一。
- 讓-馬里·古斯塔夫·勒克萊齊奧：布列塔尼新寓言派代表作家之一，2008年獲諾貝爾文學獎。
- 瑪琳·勒朋：法國極右派政治人物

### 布列塔尼裔美國人
- 傑克·凱魯亞克：小說家、作家、藝術家與詩人，也是垮掉的一代中最有名的作家之一。
- 約翰·詹姆斯·奧杜邦：畫家、博物學家，他繪製的鳥類圖鑑被稱作「美國國寶」。